# Putumayo (kanton)
Putumayo – kanton w prowincji Sucumbíos, w Ekwadorze. Stolicą kantonu jest Puerto El Carmen de Putumayo.